# Никифор Боровский
Никифор Боровский (ум. после 1414) — преподобный Русской православной церкви, игумен, чудотворец. Основатель Высоко-Покровского монастыря в Боровске.

## Биография
Об этом святом известно немного. Житие преподобного Никифора повествует, что он был ученик Сергия Радонежского. Через некоторое время он удалился в Боровск, где основал Высокий монастырь. Умер после 1414 года. Официально не канонизирован, местночтимый святой. Учитель и наставник преподобного Пафнутия Боровского. Его преемником в управлении монастырем стал преподобный Никита Костромской (Серпуховской, Боровский) — ученик и родич Сергия Радонежского.